# Neosycophila
Neosycophila is een geslacht van vliesvleugeligen uit de familie Eurytomidae. De wetenschappelijke naam van dit geslacht is voor het eerst geldig gepubliceerd in 1923 door Grandi.

## Soorten
Het geslacht Neosycophila omvat de volgende soorten:
- Neosycophila aequiramulis (Mayr, 1885)
- Neosycophila brasiliensis (Mayr, 1906)
- Neosycophila breviramulis (Mayr, 1885)
- Neosycophila longiramulis (Mayr, 1885)
- Neosycophila omeomorpha Grandi, 1923